# 陳鴻飛
陳鋈，字鴻飛，以字行，福建云霄人，明朝政治人物、進士出身。

## 生平
天啓四年（1624年）甲子科福建鄉試舉人，崇禎十五年，登進士，官至九江府同知。